# Kookmin Bank
Kookmin Bank ist nach Marktkapitalisierung und Wert die größte südkoreanische Bank mit Firmensitz in Seoul. Die Kookmin Bank wurde 1963 gegründet. Das Unternehmen ist im KOSPI an der Korea Exchange gelistet. Im 2017 war die Bank die größte in Südkorea.